# Pan de curry

El pan de curry (カレーパン karē pan?) es una comida japonesa popular. Se prepara con curry y es envuelta en una masa de pan, que es frita u horneada inmediatamente. El pan de curry se encuentra usualmente en dulcerías y tiendas de conveniencia en Japón.